# 不丹LGBT權益
女同性戀、男同性戀、雙性戀與跨性別者在不丹的權益面臨困境和挑戰。自2021年2月後，新修訂的刑法生效，同性性行為在不丹正式除罪化。
修訂前的刑法第213和214條，將同性性行為視為違法，可判處1月以上1年以下有期徒刑，不過沒有實際執行過的案例。在2019年6月7日，不丹下議院修訂刑法，將同性性行為除罪化，是南亞繼尼泊爾和印度後第3個同性性行為除罪化的國家。
不丹國內的同志社群活動狀況向來不為外界所知，而不丹社會對性傾向的概念也與西方國家迥異，不過境內對LGBT的看法和立場比起一些西亞和中亞國家要來得溫和許多。
不丹境內一家相當具影響力的週刊《不丹觀察》時常刊登有關同性戀的文章，並激起不少讀者迴響，可說是該報相當熱門的主題。

## 同性伴侶關係
不丹沒有任何法律承認同性伴侶的權益，包括民事結合與同性婚姻在內。